# Peter Fieber
Peter Fieber (Bratislava, 16 mei 1964) is een voormalig Slowaaks voetballer. Fieber, die in 1998 stopte met voetballen, was een verdediger.

## Interlandcarrière
Fieber nam met Tsjecho-Slowakije deel aan het WK 1990. Hij speelde drie wedstrijden voor Tsjecho-Slowakije en een voor Slowakije. De laatste betrof de oefeninterland op 29 mei 1994 in Moskou tegen Rusland (2-1), toen hij in de rust aantrad als vervanger van Ľubomír Moravčík. De andere debutant in die wedstrijd was verdediger Dušan Vrťo.